# Бойківська думка
«Бойківська думка» — районна газета Сколівського району в Львівській області. Під сучасною назвою виходить з жовтня 1990 року. Перед тим у районі виходили газети «Радянська Верховина» та «Прикарпатська правда».

## Історія
З часу заснування газети вийшло більше 2200 номерів.[джерело?]
Реєстраційне свідоцтво: ЛВ 034, видане 23 грудня 1993 року. Газета виходить один раз на тиждень. Гаслом газети є слова Івана Франка: «Нам пора для України жить!». 
Газета у 2000-і роки мала наклад 1500 примірників. Виходив також рекламний додаток «Регіони Львівщини». У другій половині 2000-х редактор газети Іван Сучко повідомляв про політичний тиск на газету з боку голови Сколівської районної державної адміністрації Ігоря Свистуна, через що газета деякий час не виходила
Засновником і видавцем часопису «Бойківська думка» до 2018 року була Сколівська районна рада, надалі видання було приватизоване членами трудового колективу.
Після набуття незалежності від місцевої влади, мер Сколе намагався виселити редакцію з орендованої нею будівлі

## Видання-попередники
«Прикарпатська правда» виходила з 1940 року. У 1950-х роках — двічі на тиждень.
У 1970-ті роки носила назву «Радянська Верховина».

## Редакція
Редактором газети з 1990 й у 2000-х роках був Іван Євгенович Сучко
У 2010-х до 2020 року редакторкою була Іванна Мар'янівна Русин.
Серед інших співробітників редакції були: Ігор Лепецький, Ольга Хмелівська, Василь Русин, Світлана Снігур, Ірина Русин.